# Атлетика на Летњим олимпијским играма 2012 — 400 метара препоне за мушкарце
Трка на 400 метара са препонама за мушкарце, је једна од 47 дисциплина атлетског програма на Летњим олимпијским играма 2012. у Лондону, Уједињено Краљевство. Такмичење је одржано од 3. до 6. августа на Олимпијском стадиону.
У квалификацијама, локални фаворит Дејвид Грин трчао је најбрже у трећој квалификационој групи и био најбољи после три групе, али је квалификације завршио као чертврти јер су га престигла тројица првопласираних из четврте групе које је предводио Хавијер Кулсон из Порторика. Најспорији квалификант по времену био је Кенет Медвуд са 49,78, иако се аутомаски квалификовао Станислав Мељников са 50,13 као трећи у петој групи, пет места иза Мелвуда.
Са само две аутоматске квалификације у финале из сваке полуфиналне групе, у истој групи су се нашла три бивша светска првака. Мање од месец дана пре свог 35. рођендана, Феликс Санчез, светски првак 2001. и 2003. показао је да је још увек у игри, постигавши најбољи лични резултат сезоне 47,76. Џехју Гордон био је други са новим националним рекордом Тринидада и Тобага од 47,96 секунди, остављајући светског првака из 2007. и 2009. Керона Клемента као трећег и светског првака из 2011. Дејвида Грина као четвртог у групи, да се надају финалу по постигнутом времену. У другој квалификационој групи доминирали су Хавијер Кулсон светски лидер у дотадашњој сезони и бранилац титуле из Пекинга 2008. Анџело Тејлор. У трећем полуфиналу, пласирали су се амерички првак Мајкл Тинсли и Лефорд Грин. Преостала два места по времену заузели су ипак Клемента и Дејвид Грин.
У финалу, Тејлор, Кулсон и Санчез водили су трку до осме препоне, када је Телор неспретно прескочио препону и почео да губи корак и борбу са Кулсоном, док је Санчез убрзао и обезбедио победу са потпуно истим временом као и приликом победе у Атини 2004. Тинсли је на последљој препони успео да прође Кулсон и освоји сребро, док је Грин завршио као четврти.
Ово је била друга олимпијска медаља у атлетици, а трећа златна медаља укупно за Доминиканску Републику. Прву је такође освојио Феликс Санчез 2004. године.

## Земље учеснице
Учествовало је 50 такмичара, из 34 земље.
1. Аустралија 2
2. Белгија 1
3. Белизе 1
4. Кина 2
5. Комори 1
6. Куба 2
7. Чешка 1
8. Доминиканска Република 2
9. Естонија 1
10. Немачка 1
11. Уједињено Краљевство 3
12. Грчка 1
13. Италија 1
14. Јамајка 3
15. Јапан 3
16. Казахстан 1
17. Кенија 2
18. Мозамбик 1
19. Нигерија 1
20. Португалија 1
21. Порторико 3
22. Русија 1
23. Јужноафричка Република 2
24. Сенегал 1
25. Србија 1
26. Словенија 1
27. Швајцарска 1
28. Кинески Тајпеј 1
29. Того 1
30. Тринидад и Тобаго 1
31. Украјина 1
32. Сједињене Америчке Државе 3
33. Уругвај 1
34. Узбекистан 1

## Систем такмичења
Такмичње у овој дисциплини се одржавало три дана. Првог дана у квалификацијама су учествовали сви такмичари који су постигли квалификационе норме. Такмичари су били подељени у шест, а најбоља 24 су се пласирала у полуфинале од којих је 8 отишло у финале.

## Рекорди пре почетка такмичења
| Светски рекорд          | 46,78 | Кевин Јанг · Сједињене Државе | Барселона, Шпанија | 6. август 1992. |
| Олимпијски рекорд       | 46,78 | Кевин Јанг · Сједињене Државе | Барселона, Шпанија | 6. август 1992. |
| Најбољи резултат сезоне | 47,78 | Хавијер Кулсон · Порторико    | Париз, Француска   | 6. јун 2012     |

## Нови рекорди после завршетка такмичења
| Најбољи резултат сезоне | 47,63 | Феликс Санчез | Доминиканска Република | Лондон, УК | 6. август 2012. |

### Најбољи резултати у 2012. години
Десет најбољих такмичара у трчању на 400 метара са препонама 2012. године пре првенства (19. јула 2012), имали су следећи пласман.
| 1.  | Хавијер Кулсон, Порторико            | 47,78 | 6. јун  |
| 2.  | Дејвид Грин Велика Британија         | 47,84 | 6. јул  |
| 3.  | Бершон Џексон Сједињене Државе       | 48,20 | 31. мај |
| 4.  | Мајкл Тинсли Сједињене Државе        | 48,33 | 1. јул  |
| 5.  | Такајуки Кишимото Јапан              | 48,41 | 9. јун  |
| 6.  | Анџело Тејлор Сједињене Државе       | 48,43 | 13. јул |
| 7.  | Феликс Санчез Доминиканска Република | 48,56 | 6. јул  |
| 8.  | Џек Грин Велика Британија            | 48,60 | 13. јул |
| 9.  | Џехју Гордон Тринидад и Тобаго       | 48,78 | 7. јун  |
| 10. | Амечи Мортон Никарагва               | 48,79 | 8. јун  |
|     |                                      |       |         |
| 33. | Емир Бекрић Србија                   | 49,37 | 28. јун |

Такмичари чија су имена подебљана учествију на ЛОИ.

## Сатница
| Сатум                     | Време | Ниво          |
| ------------------------- | ----- | ------------- |
| Петак 3. август, 2012     | 11:15 | Квалификакије |
| Субота 4. август, 2012    | 19:00 | Полуфинале    |
| Понедељак, 6. август 2012 | 20:45 | Финале        |

## Победници
|                                        |                                          |                            |
| Феликс Санчез · Доминиканска Република | Мајкл Тинсли · Сједињене Америчке Државе | Хавијер Кулсон · Порторико |

## Резултати

### Квалификације
У квалификацијама 50 такмичара било је подељено у 6 група (4 по 8 и 2 по 9 такмичара) а у полуфинале су се пласирала по три првопласирана из сваке групе (КВ) и четири према постигнутом резултату (кв).,.
| Позиција | Пл. у гр. | Група | Име                            | Земља                     | Време | Напомена |
| -------- | --------- | ----- | ------------------------------ | ------------------------- | ----- | -------- |
| 1        | 1         | 4     | Хавијер Кулсон                 | Порторико                 | 48,33 | КВ       |
| 2        | 2         | 4     | Керон Клемент                  | Сједињене Америчке Државе | 48,48 | КВ       |
| 3        | 3         | 4     | Омар Сиснерос                  | Куба                      | 48,63 | КВ       |
| 4        | 1         | 3     | Дејвид Грин                    | Уједињено Краљевство      | 48,98 | КВ       |
| 5        | 1         | 2     | Мајкл Тинсли                   | Сједињене Америчке Државе | 49,13 | КВ       |
| 6        | 4         | 4     | Тристан Томас                  | Аустралија                | 49,13 | кв       |
| 7        | 5         | 4     | Рис Вилијамс                   | Уједињено Краљевство      | 49,17 | кв       |
| 8        | 6         | 4     | Михаел Бултил                  | Белгија                   | 49,17 | кв       |
| 9        | 1         | 1     | Амаурис Вале                   | Куба                      | 49,19 | КВ       |
| 10       | 2         | 3     | Емир Бекрић                    | Србија                    | 49,21 | КВ НР    |
| 11       | 2         | 1     | Брендан Кол                    | Аустралија                | 49,24 | КВ       |
| 12       | 1         | 6     | Феликс Санчез                  | Доминиканска Република    | 49,24 | КВ       |
| 13       | 1         | 5     | Анџело Тејлор                  | Уједињено Краљевство      | 49,29 | КВ       |
| 14       | 2         | 2     | Лефорд Грин                    | Јамајка                   | 49,30 | КВ       |
| 15       | 3         | 2     | Курт Куто                      | Мозамбик                  | 49,31 | КВ       |
| 16       | 3         | 1     | Амечи Мортон                   | Нигерија                  | 49,34 | КВ       |
| 17       | 3         | 3     | Хозе Рејналдо Белкосме де Леон | Италија                   | 49,34 | КВ       |
| 18       | 2         | 5     | Џехју Гордон                   | Тринидад и Тобаго         | 49,37 | КВ       |
| 19       | 4         | 3     | Брент Лару                     | Словенија                 | 49,38 | кв       |
| 20       | 4         | 2     | Ерик Алехандро                 | Порторико                 | 49,39 | кв       |
| 21       | 2         | 6     | Џек Грин                       | Уједињено Краљевство      | 49,49 | КВ       |
| 22       | 3         | 6     | Мамаду Касе Ан                 | Сенегал                   | 49,63 | КВ       |
| 23       | 4         | 1     | Кенет Медвуд                   | Белизе                    | 49,78 | кв       |
| 24       | 5         | 3     | Џамел Мејсон                   | Порторико                 | 49,89 |          |
| 25       | 4         | 6     | Тецуја Татено                  | Јапан                     | 49,95 |          |
| 26       | 5         | 6     | Џозеф Робертсон                | Јамајка                   | 49,98 |          |
| 27       | 5         | 2     | Расмус Меги                    | Естонија                  | 50,05 |          |
| 28       | 3         | 5     | Станислав Мељников             | Украјина                  | 50,13 | КВ       |
| 29       | 6         | 2     | Виндер Куевас                  | Доминиканска Република    | 50,15 |          |
| 30       | 4         | 5     | Силвио Ширмајстер              | Немачка                   | 50,21 |          |
| 31       | 5         | 1     | Роксрој Кејто                  | Јамајка                   | 50,22 |          |
| 32       | 6         | 1     | Чи Чен                         | Кинески Тајпеј            | 51,27 |          |
| 33       | 5         | 5     | Периклис Јаковакис             | Грчка                     | 50,27 |          |
| 34       | 6         | 5     | Луис Јакоб ван Зил             | Јужноафричка Република    | 52,45 |          |
| 35       | 7         | 5     | Јосеф Пророк                   | Чешка                     | 50,33 |          |
| 36       | 6         | 6     | Бонифас Мучеру Тумути          | Кенија                    | 50,33 |          |
| 37       | 7         | 4     | Вјачеслав Сакајев              | Русија                    | 50,36 |          |
| 38       | 7         | 1     | Џилун Ли                       | Кина                      | 50,36 |          |
| 39       | 6         | 3     | Ченг Вен                       | Кина                      | 52,38 |          |
| 40       | 7         | 3     | Винсент Киплангат Косгеи       | Кенија                    | 50,80 |          |
| 41       | 3         | 8     | Жоржи Паула                    | Португалија               | 51,40 |          |
| 42       | 7         | 6     | Артем Дјатлов                  | Узбекистан                | 51,55 |          |
| 43       | 8         | 5     | Виктор Лептиков                | Казахстан                 | 51,67 |          |
| 44       | 8         | 3     | Корнел Фредерикс               | Јужноафричка Република    | 52,29 |          |
| 45       | 8         | 6     | Андрес Силва                   | Уругвај                   | 53,38 |          |
| 46       | 9         | 4     | Маулида Даруеше                | Комори                    | 53,49 |          |
|          |           | 3     | Ланкантиен Ламбони             | Того                      | ДИСК. |          |
|          |           | 2     | Акихико Накамура               | Јапан                     | ДИСК. |          |
|          |           | 1     | Такајуки Ташимото              | Јапан                     | ДИСК. |          |
|          |           | 2     | Карим Хусеин                   | Швајцарска                | НС    |          |

### Полуфинале
[[Датотека:TV-icon-2.svg|thumb|110px|Official Video полуфиналне трке
У финале су се квалификовала двојица првопласираних из полуфиналних група (КВ), плус два најбржа пп постигнутом времену (кв).,
| Позиција | Пл. у гр. | Група | Име                            | Земља                     | Време | Напомена |
| -------- | --------- | ----- | ------------------------------ | ------------------------- | ----- | -------- |
| 1        | 1         | 1     | Феликс Санчез                  | Доминиканска Република    | 47,76 | КВ ЛРС   |
| 2        | 1         | 2     | Хавијер Кулсон                 | Порторико                 | 47,93 | КВ       |
| 3        | 2         | 2     | Анџело Тејлор                  | Уједињено Краљевство      | 47,95 | КВ ЛРС   |
| 4        | 2         | 1     | Џехју Гордон                   | Тринидад и Тобаго         | 47,96 | КВ НР    |
| 5        | 3         | 1     | Керон Клемент                  | Сједињене Америчке Државе | 48,12 | кв ЛРС   |
| 6        | 1         | 3     | Мајкл Тинсли                   | Сједињене Америчке Државе | 48,18 | КВ ЛРС   |
| 7        | 4         | 1     | Дејвид Грин                    | Уједињено Краљевство      | 48,19 | КВ ЛРС   |
| 8        | 3         | 2     | Омар Сиснерос                  | Куба                      | 48,23 | ЛРС      |
| 9        | 2         | 3     | Лефорд Грин                    | Јамајка                   | 48,61 | КВ ЛРС   |
| 10       | 5         | 1     | Мамаду Касе Ан                 | Сенегал                   | 48,80 | ЛР       |
| 11       | 6         | 1     | Михаел Бултил                  | Белгија                   | 49,10 | ЛР       |
| 12       | 7         | 1     | Ерик Алехандро                 | Порторико                 | 49,15 | ЛР       |
| 13       | 3         | 3     | Брент Лару                     | Словенија                 | 49,45 |          |
| 14       | 4         | 2     | Емир Бекрић                    | Србија                    | 49,62 |          |
| 15       | 4         | 3     | Рис Вилијамс                   | Уједињено Краљевство      | 49,63 |          |
| 16       | 5         | 3     | Брендан Кол                    | Аустралија                | 49,65 |          |
| 17       | 5         | 2     | Кенет Медвуд                   | Белизе                    | 49,87 |          |
| 18       | 6         | 3     | Хозе Рејналдо Белкосме де Леон | Италија                   | 50,07 |          |
| 19       | 6         | 2     | Станислав Мељников             | Украјина                  | 50,19 |          |
| 20       | 7         | 3     | Амаурис Вале                   | Куба                      | 50,48 |          |
| 21       | 7         | 2     | Тристан Томас                  | Аустралија                | 50,55 |          |
| 22       | 8         | 1     | Курт Куто                      | Мозамбик                  | 51,55 |          |
| -        | -         | 1     | Амечи Мортон                   | Нигерија                  | ДИСК. |          |
| -        | -         | 5     | Џек Грин                       | Уједињено Краљевство      | НЗ    |          |

### Финале
| Место | Атлетичар      | Земља                     | Резултат | Белешка |
| ----- | -------------- | ------------------------- | -------- | ------- |
|       | Феликс Санчез  | Доминиканска Република    | 47,63    | СРС     |
|       | Мајкл Тинсли   | Сједињене Америчке Државе | 47,91    | ЛР      |
|       | Хавијер Кулсон | Порторико                 | 48,10    |         |
| 4     | Дејвид Грин    | Уједињено Краљевство      | 48,24    |         |
| 5     | Анџело Тејлор  | Уједињено Краљевство      | 48,25    |         |
| 6     | Џехју Гордон   | Тринидад и Тобаго         | 48,86    |         |
| 7     | Лефорд Грин    | Јамајка                   | 49,12    |         |
| 8     | Керон Клемент  | Сједињене Америчке Државе | 49,15    |         |